# George Amy
George Joseph Amy, né le 15 octobre 1903 à New York — Circonscription de Brooklyn (État de New York), mort le 18 décembre 1986 à Los Angeles (Californie), est un monteur, producteur (de cinéma et de télévision) et réalisateur américain.
Il est généralement crédité George Amy, parfois George J. Amy.

## Biographie
Au cinéma, George Amy débute comme monteur, sur un film muet sorti en 1921 (il a alors 17 ans à peine). Il exerce cette activité (principale) sur soixante-six films américains (dont des westerns) au total, le dernier sorti en 1954.
Travaillement essentiellement au sein de la Warner Bros., il devient ainsi l'un des monteurs attitrés de Michael Curtiz, sur bon nombre de ses films, dont Capitaine Blood (1935), La Charge de la brigade légère (1936) et La Piste de Santa Fe (1940), tous trois avec Errol Flynn et Olivia de Havilland.
Toujours comme monteur, il assiste également les réalisateurs Lloyd Bacon (ex. : Voici la marine, 1934), Howard Hawks (Air Force, 1943), Fritz Lang (Le démon s'éveille la nuit, 1952), ou encore Raoul Walsh (ex. : Aventures en Birmanie, 1945), entre autres.
Par ailleurs, il est producteur associé sur trois films de Michael Curtiz, sortis en 1947 et 1949. Enfin, il est le réalisateur de sept films (y compris trois courts métrages), notamment She Had to Say Yes (1933), coréalisé par Busby Berkeley, et dont il assure en outre le montage.
À la télévision, George Amy est monteur (ou superviseur au montage) sur dix-huit épisodes, diffusés de 1953 à 1956, de la série Schlitz Playhouse of Stars. De plus, il est producteur associé de vingt-deux épisodes (diffusés en 1969-1970) d'une autre série, Ranch L.
Dans les années 1940, il obtient trois nominations à l'Oscar du meilleur montage, dont un gagné en 1944, pour Air Force déjà cité.

## Filmographie

### Au cinéma

#### Comme monteur (sélection)
Films réalisés par Michael Curtiz
- 1932 : Docteur X (Doctor X)
- 1932 : Vingt mille ans sous les verrous (20,000 Years in Sing Sing)
- 1932 : Ombres vers le sud (The Cabin in the Cotton)
- 1933 : Masques de cire (Mystery of the Wax Museum)
- 1935 : Capitaine Blood (Captain Blood)
- 1936 : La Charge de la brigade légère (The Charge of the Light Brigade)
- 1937 : Le Dernier Combat (Kid Galahad)
- 1939 : Les Conquérants (Dodge City)
- 1940 : La Piste de Santa Fe (Santa Fe Trail)
- 1940 : L'Aigle des mers (The Sea Hawk)
- 1940 : La Caravane héroïque (Virginia City)
- 1941 : Bombardiers en piqué (Dive Bomber)
- 1941 : Le Vaisseau fantôme (The Sea Wolf)
- 1942 : La Glorieuse Parade (Yankee Doodle Dandy)
- 1942 : Les Chevaliers du ciel (Captains of the Clouds)
- 1943 : This Is the Army
- 1947 : Mon père et nous (Life with Father)

Autres réalisateurs
- 1928 : Chinatown Charlie de Charles Hines
- 1931 : The Ruling Voice de Rowland V. Lee
- 1933 : Prologues (Footling Parade) de Lloyd Bacon et Busby Berkeley
- 1933 : Chercheuses d'or de 1933 (Gold Diggers of 1933) de Mervyn LeRoy
- 1933 : Le Tombeur (Lady Killer) de Roy Del Ruth
- 1934 : Wonder Bar de Lloyd Bacon et Busby Berkeley
- 1934 : Voici la marine (Here comes the Navy) de Lloyd Bacon
- 1934 : La Fine Équipe (6 Day Bike Rider) de Lloyd Bacon
- 1935 : Chercheuses d'or de 1935 (Gold Diggers of 1935) de Busby Berkeley
- 1935 : Le Gondolier de Broadway (Broadway Gondolier) de Lloyd Bacon
- 1936 : Les Verts Pâturages (The Green Pastures) de Marc Connelly et William Keighley
- 1937 : La Revue du collège (Varsity Show) de William Keighley
- 1937 : Hollywood Hotel de Busby Berkeley
- 1938 : Chercheuses d'or à Paris (Gold Diggers in Paris) de Ray Enright
- 1939 : Les Ailes de la flotte (Wings of the Navy) de Lloyd Bacon
- 1939 : La Vieille Fille (The Old Maid) d'Edmund Goulding
- 1940 : La Lettre (The Letter) de William Wyler
- 1943 : Convoi vers la Russie (Action in the North Atlantic) de Lloyd Bacon
- 1943 : Air Force d'Howard Hawks
- 1944 : Saboteur sans gloire (Uncertain Glory) de Raoul Walsh
- 1945 : Agent secret (Confidential Agent) d'Herman Shumlin
- 1945 : Aventures en Birmanie (Objective Burma !) de Raoul Walsh
- 1946 : Cinderella Jones de Busby Berkeley
- 1950 : Fureur sur la ville (The Sound of Fury) de Cy Endfield
- 1950 : La Capture (The Capture) de John Sturges
- 1951 : La Femme au voile bleu (The Blue Veil) de Curtis Bernhardt
- 1952 : Le démon s'éveille la nuit (Clash by Night) de Fritz Lang
- 1953 : Commérages (Affair with a Stranger) de Roy Rowland
- 1953 : Un lion dans les rues (A Lion is in the Streets) de Raoul Walsh
- 1954 : Belle mais dangereuse (She Couldn't Say No) de Lloyd Bacon

#### Comme producteur associé (intégrale)
Films réalisés par Michael Curtiz
- 1947 : Le crime était presque parfait (The Unsuspected)
- 1949 : Il y a de l'amour dans l'air (My Dream is Yours) (coréalisateur, pour les séquences d'animation : Friz Freleng)
- 1949 : Boulevard des passions (Flamingo Road)

#### Comme réalisateur (intégrale)
- 1933 : She Had to Say Yes (coréalisé par Busby Berkeley), avec Loretta Young, Lyle Talbot, Regis Toomey (+ monteur)
- 1939 : Ride, Cowboy, Ride (court métrage)
- 1939 : Kid Nightingale (en), avec John Payne, Jane Wyman
- 1939 : The Royal Rodeo (en) (court métrage)
- 1940 : Granny get your Gun (en), avec May Robson, Harry Davenport
- 1940 : Gambling on the High Seas (en), avec Jane Wyman, Gilbert Roland
- 1940 : Matty Malneck and his Orchestra (court métrage) (+ monteur)

### À la télévision (intégrale)
- 1953-1956 : Schlitz Playhouse of Stars, Saisons 2 à 5, dix-huit épisodes (monteur ou superviseur au montage)
- 1969-1970 : Ranch L ou Le Ranch (Lancer), Saison 2, vingt-deux épisodes (producteur associé)

## Distinctions
- Oscar du meilleur montage :
  - En 1943, pour La Glorieuse Parade (nomination) ;
  - En 1944, pour Air Force (récompense) ;
  - Et en 1946, pour Aventures en Birmanie (nomination).